# Blues for Allah
Blues for Allah es el octavo álbum de estudio de la banda de rock estadounidense Grateful Dead. Fue grabado entre febrero y mayo de 1975, y lanzado al mercado el primero de septiembre de 1975. El disco marcó el retorno del baterista Mickey Hart luego de cuatro años sin hacer parte de la banda. Canciones como "Franklin's Tower," "Crazy Fingers," y "The Music Never Stopped" fueron tocadas con regularidad en los conciertos posteriores al lanzamiento del disco.

## Lista de canciones

### Lado Uno
1. "Help on the Way" (Jerry Garcia y Robert Hunter) – 3:15

"Slipknot!" (instrumental) (Garcia, Keith Godchaux, Bill Kreutzmann, Phil Lesh y Bob Weir) – 4:03
1. "Franklin's Tower" (Garcia, Hunter, and Kreutzmann) – 4:37
2. "King Solomon's Marbles:"

"Part 1: Stronger Than Dirt" (instrumental) (Lesh) – 1:55
"Part 2: Milkin' the Turkey" (instrumental) (Mickey Hart, Kreutzmann y Lesh) – 3:25
1. "The Music Never Stopped" (John Perry Barlow y Weir) – 4:35

### Lado Dos
1. "Crazy Fingers" (Garcia and Hunter) – 6:41
2. "Sage & Spirit" (instrumental) (Weir) – 3:07
3. "Blues for Allah" (Garcia and Hunter) – 3:21

"Sand Castles and Glass Camels" (Garcia, Donna Godchaux, Keith Godchaux, Hart, Kreutzmann, Lesh y Weir) – 5:26
"Unusual Occurrences in the Desert" (Garcia y Hunter) – 3:48

## Personal
- Jerry Garcia – guitarra, voz
- Donna Jean Godchaux – voz, coros
- Keith Godchaux – teclados, voz
- Mickey Hart – batería
- Bill Kreutzmann – batería
- Phil Lesh – bajo
- Bob Weir – guitarra, voz

## Posicionamiento
Billboard
| Año  | Lista      | Posición |
| ---- | ---------- | -------- |
| 1975 | Pop Albums | 12       |